# 小行星14558
小行星14558，即王淦昌小行星（14558 Wangganchang），是太阳系的小行星之一。其公转轨道位于火星和木星之间。
小行星14558于1997年11月19日在北京兴隆被施密特CCD小行星巡天项目组发现，后以中国核物理学家、粒子物理学家王淦昌的名字为其命名。

## 内部连接
- 王淦昌
- 小行星列表/14001-15000